# Aleksandr Nazarov
Aleksandr Viktorovitch Nazarov (en russe : Александр Викторович Назаров) est un homme politique russe, gouverneur du district autonome de Tchoukotka dans l'extrême-orient russe du 10 décembre 1991 au 24 décembre 2000, et membre du Conseil de la fédération du 21 janvier 2002 au 26 janvier 2004.

## Biographie
Aleksandr Nazarov était un ingénieur dans une mine d'or.
À la suite de la chute de l'Union soviétique, la Tchoukotka devient une région le 24 juillet 1992 avec Aleksandr Nazarov à sa tête. Il y entretient alors une politique isolationniste. L'isolation et la distance avec Moscou, permettent à Nazarov et ses alliés d'agir sans interférence du Kremlin. Ils mettent en place un système corrompu.
Une élection pour le poste de gouverneur de Tchoukotka est prévue pour 2000. Roman Abramovitch, proche du Kremlin et représentant de la Tchoukotka à la Douma depuis 1999, pose sa candidature mi-octobre 1999. Le 24 octobre 1999, Nazarov est interrogé par le service fédéral russe des impôts pour différentes affaires : évasion fiscale, allocation frauduleuse de fonds de l'État, vente de quota de pêche,… Malgré l'enquête fédérale, Nazarov dépose quelques jours plus tard sa candidature pour être reconduit au poste de gouverneur. En décembre, il retire sa candidature et Abramovitch est facilement élu. Plusieurs sources expliquent le retrait de la candidature de Nazarov comme un arrangement entre Nazarov et Abramovitch. En janvier 2001, Nazarov est choisi par la Douma régionale pour représenter la région au Conseil de la fédération, il y reste jusqu'en 2004,.